# San Marcello Pistoiese
San Marcello Pistoiese là một đô thị ở tỉnh Pistoia trong vùng Toscana, có vị trí cách khoảng 45 km về phía tây bắc của Florence và khoảng 15 km về phía tây bắc của Pistoia. Tại thời điểm 31 tháng 12 năm 2004, đô thị này có dân số 6.998 và diện tích 84,7 km².
Đô thị San Marcello Pistoiese có các frazioni (các đơn vị cấp dưới, chủ yếu là các làng) Bardalone, Campotizzoro, Gavinana, Maresca, and Pontepetri.
San Marcello Pistoiese giáp các đô thị: Cutigliano, Fanano, Lizzano in Belvedere, Pistoia, Piteglio.